# Entertainment One Music
Entertainment One Music, wcześniej znana jako E1 Music lub Koch Records – amerykańska wytwórnia muzyczna, największa niezależna wytwórnia płytowa w Stanach Zjednoczonych. Dystrybutorem firmy na Europę i Azję jest Universal Music Group pod szyldem E1 Universal. W USA obecnie albumy E1 są dystrybuowane przez Epic Records. 22 stycznia 2009 firma oficjalnie zmieniła nazwę z Koch Records na E1 Music. E1 wydała płyty m.in. takich artystów jak: Tupac Shakur, Bizarre, DJ Khaled, Fat Joe, Havoc, M.O.P., Willie Norwood czy The Diplomats.